# High Peak
High Peak è un distretto con status di borough del Derbyshire, Inghilterra, Regno Unito, con sede a Chapel-en-le-Frith.
Il distretto fu creato con il Local Government Act 1972, il 1º aprile 1974 dalla fusione dei municipal borough di Buxton e Glossop con i distretti urbani di New Mills e Whaley Bridge, con il distretto rurale di Chapel-en-le-Frith e il distretto rurale di Tintwistle.

## Località e parrocchie
Tra le località del distretto vi sono:
- Ashopton
- Bamford
- Buxton
- Buxworth
- Castleton
- Chapel-en-le-Frith
- Charlesworth
- Chinley
- Crowden
- Derwent
- Dove Holes
- Edale
- Fernilee
- Furness Vale
- Gamesley
- Glossop
- Hadfield
- Hayfield
- Hope
- Horwich
- New Mills
- Peak Forest
- Rowarth
- Sparrowpit
- Tintwistle
- Thornhill
- Whaley Bridge

Le parrocchie del distretto, che non coprono Buxton e Glossop, sono:
- Aston
- Bamford
- Brough and Shatton
- Castleton
- Chapel en le Frith
- Charlesworth
- Chinley, Buxworth and Brownside
- Chisworth
- Derwent
- Edale
- Green Fairfield
- Hartington Upper Quarter
- Hayfield
- Hope
- Hope Woodlands
- King Sterndale
- New Mills
- Peak Forest
- Thornhill
- Tintwistle
- Whaley Bridge
- Wormhill